# Lipnomeer
Het Lipnomeer (Tsjechisch: Vodní nádrž Lipno, Údolní nádrž Lipno, Lipno, Lipenská přehrada "Lipenské jezero") is een ongeveer 40 km lang stuwmeer in de regio Zuid-Bohemen in het zuiden van Tsjechië.
Het is aangelegd vanwege de problemen die onder andere het stadje Český Krumlov ondervond van overstromingen van de Moldau. In 1951 werd begonnen aan de aanleg van de stuwdam en het meer was gereed in 1960.
Het Lipnomeer bevindt zich in het Nationale Park Šumava. De dam ligt bij het dorpje Lipno nad Vltavou en het meer loopt tot voorbij de plaats Nová Pec.
Dankzij de ligging te midden van heuvels en bossen is het een aantrekkelijk verblijfsgebied voor vakantiegangers. In de zomer zijn er veel mogelijkheden tot wandelen en fietsen, er is een fietsroute rond het meer. Zwemmen, zeilen en surfen worden in ruime mate beoefend op het meer. Er zijn boot- en busverbindingen tussen de aanliggende plaatsen. Het gebied is ook per trein bereikbaar.
In de winter is het meer vaak dichtgevroren en kan er geschaatst worden, er worden onder andere schaatswedstrijden gehouden. Er wordt 's winters ook gelanglauft rond het meer en Oostenrijkse en Tsjechische skigebieden liggen in de nabijheid.
Het Lipnomeer is een van de meest toeristische gebieden van Tsjechië. Tussen de jaren 60 en die Wende was het meer een van de meest geliefde reisdoelen van Bohemen. Tegenwoordig trekt het gebied ook toeristen uit Duitsland, Oostenrijk, Denemarken en Nederland. Hierdoor is het toerisme een van de belangrijkste inkomstenbronnen geworden voor de regio.

## Plaatsen
Enkele plaatsen langs het Lipnomeer zijn:
- Lipno nad Vltavou met skigebied Kramolin
- Frymburk
- Horní Planá
- Černá v Pošumaví
- Nová Pec

## Bezienswaardigheden in de omgeving van het Lipnomeer
- UNESCO stadje Český Krumlov
- drielandenpunt Duitsland – Tsjechië – Oostenrijk, bij de Plechý (1378 m)
- Blanský les
- Kasteel Hluboká in Hluboká nad Vltavou
- Rivier de Moldau